# 黃宇凡
黃宇凡（1981年2月12日—）為前德國男子籃球運動員，場上位置為中鋒。

## 生平
黃宇凡的母親臺灣人、父親德國人，16歲時因為想認識一位女生而開始接觸籃球，2002年開始效力德國當地籃球俱樂部。2008年9月黃宇凡正式加盟超級籃球聯賽台灣大雲豹，身分屬於外籍球員（洋將），身高205公分的黃宇凡因持有中華民國護照，不會受到洋將限高200公分的限制，而台灣大雲豹因為黃宇凡擁有德國生物資訊學位另外安排他在母企業台灣大哥大資訊部門兼職。2008年12月第6季SBL開打前夕，台灣大雲豹以黃宇凡無法融入球隊、不符球隊戰力需求為由，改登錄馬力豹為新賽季洋將。

## 外部連結
- 黃宇凡在fiba.basketball（英语）
- 黃宇凡在德國籃球甲級聯賽（德语）
- 黃宇凡在Eurobasket.com（球員）（英语）
- 黃宇凡在RealGM（英语）
- 黃宇凡在Proballers（英语）